# Chartreuse de Belriguardo
La Chartreuse de Belriguardo est un ancien monastère de chartreux situé a Monte Celso, à 2 kilomètres au nord-ouest du centre de Sienne, en Toscane. C'et aujourd'hui une exploitation viticole.

## Histoire
Cette chartreuse est fondée à 2-3 km de Sienne par Nicolas Cinughi, banquier de cette ville, en 1345. Elle n'est jamais prospère à cause des guerres incessantes et de sa médiocre dotation. Elle est rasée pour des raisons militaires lors du siège de Sienne de 1555, et pendant cinquante ans, les religieux campent dans les ruines.
En 1617, le chapitre général décide une translation et une reconstruction : faute de ressources on abandonne l’entreprise et ses biens sont unis à la chartreuse voisine de Pontignano.
Les vestiges de la Chartreuse, et du vignoble appartenant aux chartreux, sont achetés par la famille Nannini. La chanteuse Gianna Nannini, passionnée de vin, réussi à planter l'un des principaux vignobles de la région. Trois vins rouges IGP y sont produits : Il Chiosto, Rosso di Clausura et Baccano, noms que Gianna Nannini a voulu leur donner et un Chianti (DOP),.